# レーモン・オーブラック

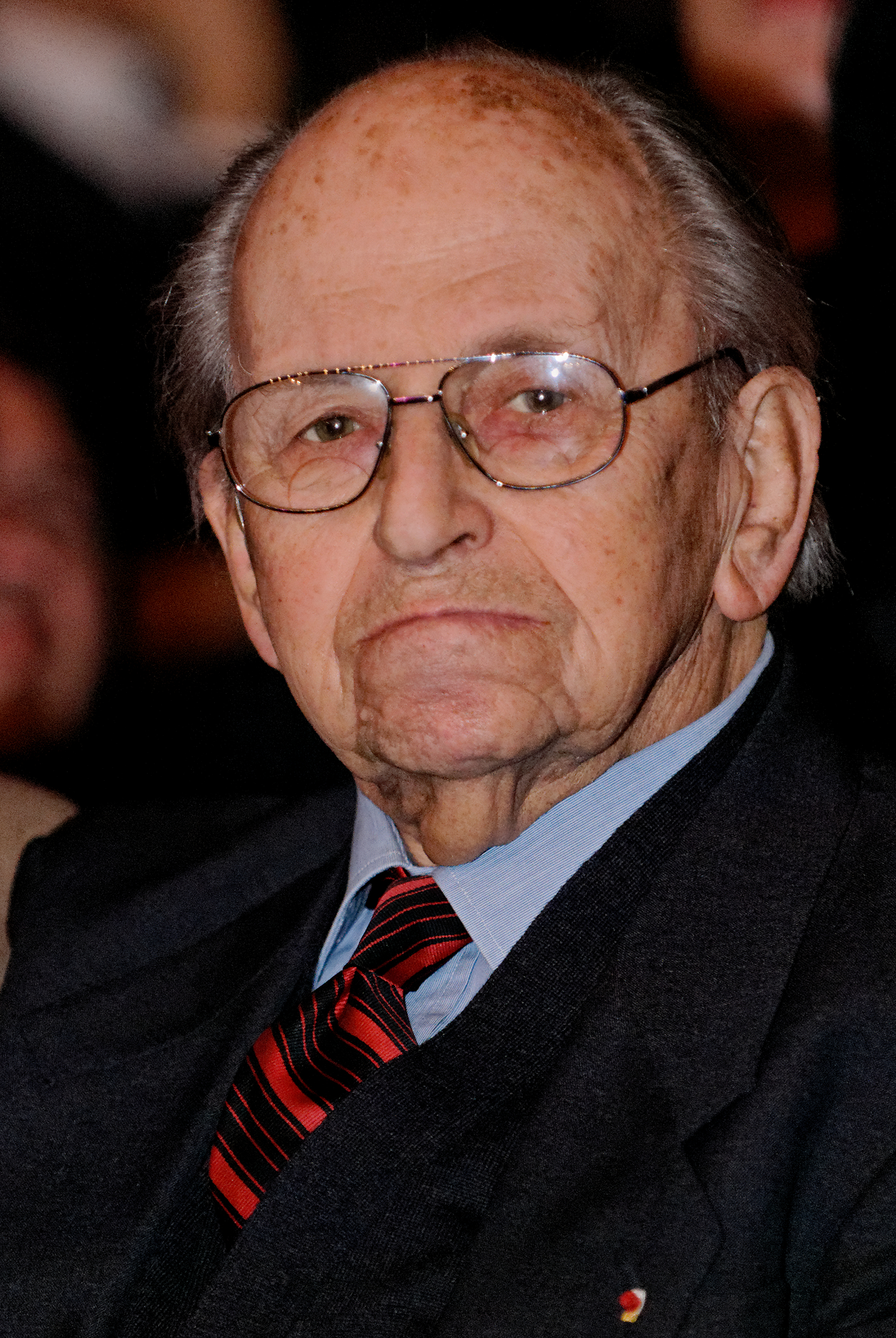
2008年のオーブラック

レーモン・オーブラック（フランス語: Raymond Aubrac、本名 Raymond Samuel、1914年7月31日 - 2012年4月10日）は、フランスのレジスタンス運動活動家。
1939年、ヴォージュ県でナチス軍に敗れて捕虜となり、サールブールの刑務所に入れられる。8月に脱獄に成功して、ヴィシー政権下のリヨンに向かう。
リベラシオンという新聞の発行を計画し、紙や印刷所を主にイタリア軍占領地域で探索し、マルセイユやモンペリエに情報を発信する。
リベラシオン・シュドというレジスタンス運動体の形成に参画。1943年3月15日にリヨンでフランスの刑事に捕まるも、予審判事の裁量によって、裁判が行われるまで釈放される。1943年6月初旬、リヨン郊外のカリュイールでゲシュタポに逮捕され、フォール・モンルック (Fort Montluc) 刑務所で4ヶ月間繰り返し拷問される。1943年9月21日、貴族の格好をしたリュシーと面会し、結婚の契約を交わす。
1943年10月21日、獄中で結婚を認められた妻のリュシーが仲間とともにドイツ軍の移送車を襲撃し、このとき13人の活動家ともにレーモン・オブラックも解放された。1944年2月15日にアルジェリアに向かい、フランス政府を代表する行政府の再建に従事する。後にパトリック・マーンハムによってジャン・ムーランの逮捕に係わったとして激しく非難される。
2012年4月10日、パリのバルドグラース軍病院（フランス語: Hôpital d'instruction des armées du Val-de-Grâce）で死去。97歳没。